# Aphonomorphus luteicornis
Aphonomorphus luteicornis är en insektsart som beskrevs av Lucien Chopard 1954. Aphonomorphus luteicornis ingår i släktet Aphonomorphus och familjen syrsor. Inga underarter finns listade i Catalogue of Life.